# Morris Odell Mason
Morris Odell Mason (* 28. März 1954; † 25. Juni 1985 in Richmond) war ein US-amerikanischer Mörder. Er wurde als vierter Mensch im US-Bundesstaat Virginia seit der Wiedereinführung der Todesstrafe im Jahre 1976 mit dem elektrischen Stuhl für den Mord an der 71-jährigen Margaret K. Hand hingerichtet.

## Die Taten
Morris Mason, ein damals 24 Jahre alter schwarzer Landarbeiter und verurteilter Vergewaltiger, war 1978 auf einer zweiwöchigen Verbrechensjagd, als er den Mord an Margaret Hand im Northampton County beging. Nachdem er sie vergewaltigt und mit einer Axt verletzt hatte, setzte er sein Opfer auf einen Stuhl und befestigte sie daran, indem er Nägel durch ihre Handgelenke in den Stuhl schlug und sie anschließend mit einem Seil fesselte. Danach setzte er die Wohnung mit dem Opfer in Brand. 
Morris Mason gestand später, eine andere 86-jährige Frau ebenfalls vergewaltigt und auf gleiche Weise getötet zu haben. Er rühmte seine Taten mit dem Satz „er sei der Killer der Ostküste“. Des Weiteren gestand er die Sodomie und Vergewaltigung eines 12-jährigen Mädchens wie auch den Schuss auf ihre 13-jährige Schwester, die durch diesen Rückenschuss fortan querschnittsgelähmt blieb.
Die Verbrechenswelle, die er auslöste, begann nur einen Monat nach seiner Begnadigung von einer 10-jährigen Haftstrafe wegen schweren Diebstahls und Brandstiftung.

## Geistige Behinderung
Im Laufe des Prozesses bzw. nach dem Todesurteil versuchten die Pflichtverteidiger, Mason als geistig Behinderten mit einem IQ von 62 bis 66 darzustellen, um das Todesurteil durch den damaligen Gouverneur Charles S. Robb in lebenslange Haft umwandeln zu lassen, was dieser jedoch ablehnte. Entscheidend war die Tatsache, dass Mason nach den Brandstiftungen zurück zum Tatort ging, um weitere belastende Beweise gegen ihn zu vernichten. Dies wurde so gewertet, dass Mason mit vollem Bewusstsein bei seinen Mordwerken vorgegangen sei.

## Die Hinrichtung
Nur Stunden vor der Hinrichtung wurde eine eingereichte Berufung vom U.S. Supreme Court mit 7 zu 2 Stimmen abgelehnt.
Dass Mason keine Vorstellung vom Tod hatte, legte er offen, indem er andere Mithäftlinge fragte „was er denn zu seiner eigenen Beerdigung anziehen solle“. Auf dem Weg zum Elektrischen Stuhl rief er einem Besucher zu, er solle einem Mitgefangenen sagen: „Wenn ich zurückkomme, zeige ich ihm, dass ich genauso gut Basketball spielen kann wie er.“.
Unmittelbar vor der Hinrichtung, auf die Frage nach einem „letzten Wort“, gab er keinen Kommentar mehr ab. Um 23:07 wurde Morris Mason im Richmond State Penitentiary für tot erklärt.